# Резолюция 62 на Съвета за сигурност на ООН
Резолюция 62 на Съвета за сигурност на ООН е приета на 16 ноември 1948 г. по повод Палестинския въпрос. Постановява сключване на примирие във всички сектори на Палеситина с цел да се ускори процесът на преминаване от временно примирие, въведено с Резолюция 54, към траен мир.
Текстът на резолюцията е гласуван от Съвета за сигурност на части, поради което в цялостния си вид Резолюция 62 не е подложена на гласуване.